# Kraier

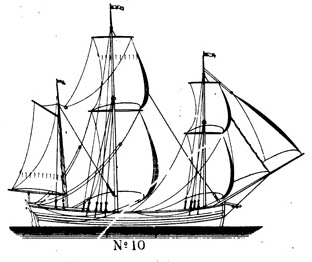
Schematischer Takelriß für einen Kraier aus Fredrik Henrik af Chapmans (1721–1808) Architectura Navalis Mercatoria von 1768.

Der Kraier war ein Segelschiffstyp aus dem 14. bis 16. Jahrhundert, die früheste urkundliche Erwähnung ist mit 1341 datiert. Vielfältige Quellen und die einzigen Darstellungen sind erst aus der Zeit nach 1600 erhalten und bis ins 18. Jahrhundert zu finden.
Über das äußere Erscheinungsbild dieses Typs sind keine konkreten Erkenntnisse vorhanden. In den Dokumenten sind nur vereinzelt Informationen über spezifische Merkmale dieses Schiffstyps zu finden. Das Fassungsvermögen lag im Mittelalter nach Aussagen zeitgenössischer Dokumente (Rezesse und  Urkundenbuch der Hanse, Stadtbücher) zwischen 15 und 100 Lasten.
Die erste bildliche Darstellung lässt sich auf einer Landkarte der Niederlande von 1602 nachweisen. Jüngere Schriften aus dem 18. Jahrhundert heben einhellig die stengenlosen Masten dieses Typs hervor. Deshalb wurden Kraier anderer Art als „Stengekreier“ bezeichnet (Emder Seebriefregister 1570). Über die sonstige äußere Erscheinung ist wenig bekannt, da die wenigen bildlichen Darstellungen zu schematisch sind.
Der Schiffstyp war in Nord- und Ostsee von England über Norwegen bis zu den Gebieten des Deutschen Ordens verbreitet und wurde parallel zum Koggen, der Holk, Schnigge und Balinger verwendet. Während im Spätmittelalter diese Fahrzeuge vereinzelt auch für militärische Zwecke genutzt wurden, werden sie später in den Flottenlisten nur noch als Transportschiffe oder Brander geführt. Sie tauchen in Dänemark, Schweden und in den deutschen Territorien auf. Für die Belagerung von Stralsund (1711) werden sechs Kraier als Transportschiffe erwähnt. Schiffe dieses Typs sind noch bis zum Ende des 18. Jahrhunderts nachweisbar.
Ein 1360 als crayer beschriebenes Wrack liegt im Mündungsdelta des Southampton Water im Solent (Lage). Ein weiteres Wrack, das als krejar oder Schute identifiziert und bereits untersucht wurde, liegt im Göta älv bei Älvsborg, es soll von ungefähr 1570 stammen.
In den zeitgenössischen Quellen finden sich auch die Schreibweisen kreger, kreyer, cregher, graiort, kragere, cragh, craejers, crack.

## Nachweise
1. ↑  Alfred Dudszus: Das grosse Buch der Schiffstypen. S. 167.
2. ↑  Krause Günter: Handelsschifffahrt der Hanse. S. 150.
3. ↑  Konrad Fritze, Günter Krause: Seekriege der Hanse. S. 197.
4. ↑  Hagedorn, S. 9.
5. ↑  Jodocus Hondius, Petrus Kaerius: Geo-Graphica XVII. Inferioris Germaniae Regionum Tabula, de integro multis in locis emendata. Amsterdam 1602 (Universitätsbibliothek Leiden, Sammlung Bodel Nijenhuis, Inv. Nr. 009-11-028/031); abgebildet in: Mirror of Empire. Dutch marine art of the seventeenth century.  The Minneapolis Institute of Arts, Minneapolis 1990, S. 373.
6. ↑  vgl. die Universalenzyklopädie von Krünitz: Oekonomische Encyklopädie oder allgemeines System der Staats- Stadt- Haus- und Landwirthschaft: Stichwort Kreyer.
7. ↑  beispielsweise in Stade, vgl. das Seebriefregister in Claus Tiedemann: Die Schiffahrt des Herzogtums Bremen zur Schwedenzeit.
8. ↑  Zu den europäischen Sprachvarianten um 1800 vgl. Johann Hinrich Röding: Allgemeines Wörterbuch der Marine in allen Europæischen Seesprachen nebst vollstændigen Erklærungen. Nemnich, Hamburg & J.J. Gebauer, Halle, 1793–1798, Bd. I, S. 909–910.